# Vercia
Vercia ist eine ehemalige französische Gemeinde mit 303 Einwohnern (Stand 1. Januar 2022) im Département Jura in der Region Bourgogne-Franche-Comté. Sie gehörte zum Arrondissement Lons-le-Saunier. Die Bewohner werden Vercois und Vercoises genannt.
Der Erlass des Präfekten vom 4. Juli 2016 legte mit Wirkung zum 1. Januar 2017 die Eingliederung von Vercia als Commune déléguée zusammen mit den früheren Gemeinden Bonnaud, Grusse und Vincelles zur Commune nouvelle Val-Sonnette fest.
Der Erlass des Präfekten vom 4. Dezember 2024 legte mit Wirkung zum 1. Januar 2025 die Eingliederung von Val-Sonnette zusammen mit der früheren Gemeinde Sainte-Agnès zur neuen, gleichnamigen Commune nouvelle Val-Sonnette fest. Bei dieser Fusion behält Vercia den Status einer Commune déléguée in der neuen Commune nouvelle.

## Geografie

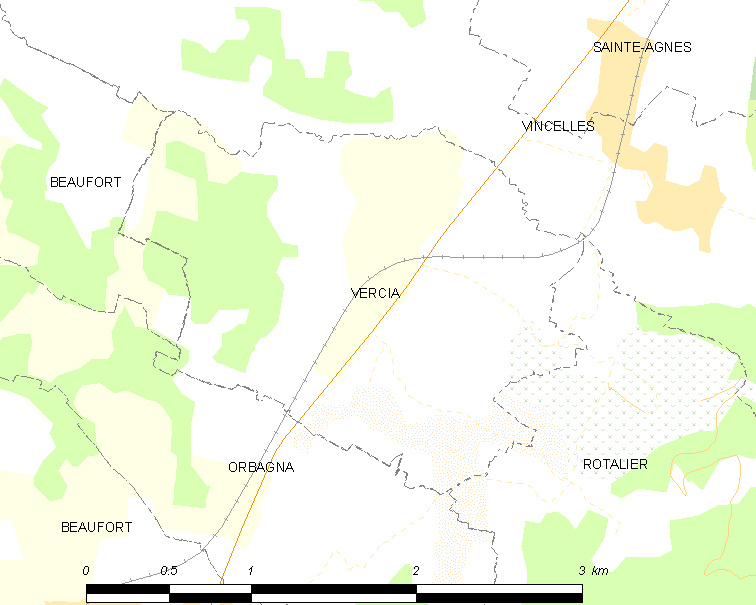
Karte von Vercia

Vercia liegt etwa 12 Kilometer südwestlich von Lons-le-Saunier und etwa 47 Kilometer nordnordöstlich von Bourg-en-Bresse in der historischen Provinz der Franche-Comté.
Das Ortsgebiet wird entwässert von der Sonnette, die es im Norden begrenzt und von kleineren Zuflüssen der Sonnette, die es durchströmen. Das Zentrum liegt leicht erhöht auf etwa 225 m Höhe. Das Bodenrelief fällt vom Jurakamm im Südosten auf das Tal der Sonnette ab. Der höchste Punkt von Vercia wird im Osten des Ortsgebiets auf 296 m Höhe gemessen, die tiefste Stelle mit 198 m im äußersten Nordwesten im Sonnette-Tal.
Umgeben wird Vercia von den beiden Nachbargemeinden und der Commune déléguée von Val-Sonnette:
|                  | Vincelles (Commune déléguée)                |          |
|                  | Kompassrose, die auf Nachbargemeinden zeigt | Rotalier |
| Beaufort-Orbagna |                                             |          |

## Geschichte
Vercia wurde früher Versia genannt. Die Gemeinde hing von der Seigneurie von Crèvecœur ab. Es gab grausame Kriege im 16. Jahrhundert mit der Seigneurie von Beaufort. Die Johanniter besaßen westlich von Paisia, ein Krankenhaus und eine Kapelle. Die Einrichtung wurde 1637 von den Franzosen zerstört. Dieser Ort wird immer noch als La Chapelle bezeichnet.
Gegen Ende des Mittelalters produzierte der Boden Weizen, Bohnen, Ölrübsen, Kartoffeln und später viel Mais und Wein, der allerdings keinen sehr guten Ruf hatte. Es gab Rinder, ein paar Ziegen, Schafe und Bienen. Im Dorf gab es eine Molkerei, eine Mühle in Paisia, zwei in Vercia, eine Ölmühle und einen Dreschplatz.
Die administrative Gemeinde wurde 1793 gegründet. Im Jahre 1822 wurde die bis dahin selbstständige Gemeinde Paisia eingemeindet.
Das Gemeindehaus wurde 1848 und die Schule 1863 erbaut, die Brücke über die Sonnette im Jahr 1871.

## Bevölkerungsentwicklung
| Vercia: Einwohnerzahlen von 1793 bis 2020                                                                                  | Vercia: Einwohnerzahlen von 1793 bis 2020 | Vercia: Einwohnerzahlen von 1793 bis 2020 | Vercia: Einwohnerzahlen von 1793 bis 2020 | Vercia: Einwohnerzahlen von 1793 bis 2020 |
| --- | ----------------------------------------- | ----------------------------------------- | ----------------------------------------- | ----------------------------------------- |
| Jahr |                                           |                                           |                                           | Einwohner                                 |
| 1793 | 1793                                      |                                           | 266                                       | 266                                       |
| 1800 | 1800                                      |                                           | 298                                       | 298                                       |
| 1806 | 1806                                      |                                           | 329                                       | 329                                       |
| 1821 | 1821                                      |                                           | 281                                       | 281                                       |
| 1831 | 1831                                      |                                           | 391                                       | 391                                       |
| 1836 | 1836                                      |                                           | 415                                       | 415                                       |
| 1841 | 1841                                      |                                           | 433                                       | 433                                       |
| 1846 | 1846                                      |                                           | 438                                       | 438                                       |
| 1851 | 1851                                      |                                           | 397                                       | 397                                       |
| 1856 | 1856                                      |                                           | 366                                       | 366                                       |
| 1861 | 1861                                      |                                           | 353                                       | 353                                       |
| 1866 | 1866                                      |                                           | 360                                       | 360                                       |
| 1872 | 1872                                      |                                           | 400                                       | 400                                       |
| 1876 | 1876                                      |                                           | 393                                       | 393                                       |
| 1881 | 1881                                      |                                           | 395                                       | 395                                       |
| 1886 | 1886                                      |                                           | 422                                       | 422                                       |
| 1891 | 1891                                      |                                           | 383                                       | 383                                       |
| 1896 | 1896                                      |                                           | 370                                       | 370                                       |
| 1901 | 1901                                      |                                           | 388                                       | 388                                       |
| 1906 | 1906                                      |                                           | 390                                       | 390                                       |
| 1911 | 1911                                      |                                           | 385                                       | 385                                       |
| 1921 | 1921                                      |                                           | 321                                       | 321                                       |
| 1926 | 1926                                      |                                           | 316                                       | 316                                       |
| 1931 | 1931                                      |                                           | 301                                       | 301                                       |
| 1936 | 1936                                      |                                           | 308                                       | 308                                       |
| 1946 | 1946                                      |                                           | 263                                       | 263                                       |
| 1954 | 1954                                      |                                           | 252                                       | 252                                       |
| 1962 | 1962                                      |                                           | 260                                       | 260                                       |
| 1968 | 1968                                      |                                           | 252                                       | 252                                       |
| 1975 | 1975                                      |                                           | 229                                       | 229                                       |
| 1982 | 1982                                      |                                           | 246                                       | 246                                       |
| 1990 | 1990                                      |                                           | 229                                       | 229                                       |
| 1999 | 1999                                      |                                           | 244                                       | 244                                       |
| 2006 | 2006                                      |                                           | 286                                       | 286                                       |
| 2013 | 2013                                      |                                           | 314                                       | 314                                       |
| 2020 | 2020                                      |                                           | 300                                       | 300                                       |
| Quelle(n): EHESS/Cassini bis 1999, INSEE ab 2006 Anmerkung(en): Ab 1962 offizielle Zahlen ohne Einwohner mit Zweitwohnsitz |                                           |                                           |                                           |                                           |